# 8573 Ivanka
8573 Ivanka este un asteroid din centura principală de asteroizi.

## Descriere
8573 Ivanka este un asteroid din centura principală de asteroizi. A fost descoperit pe 4 noiembrie 1996 la Observatorul Kleť de Zdeněk Moravec. Asteroidul prezintă o orbită caracterizată de o semiaxă mare de 2,98 ua, o excentricitate de 0,13 și o înclinație de 13,5° în raport cu ecliptica.